# Arrest Bodam Jachtservice
Bodam Jachtservice (HR 28 juni 1996, ECLI:NL:HR:1996:ZC2114) is de roepnaam van een op 28 juni 1996 door de Nederlandse Hoge Raad gewezen arrest dat ziet op de aansprakelijkheid van commissarissen van een besloten vennootschap wegens kennelijk onbehoorlijk toezicht, op de verdeling van de stelplicht en de bewijslast te dier zake, en op de vraag of de niet-inschrijving van een feit in het handelsregister kan worden tegengeworpen aan de curator.

## Feiten en procesverloop
De feiten die aanleiding gaven tot het arrest waren als volgt. Bodam Jachtservice BV (Bodam) is op 16 januari 1985 opgericht als voortzetting van de vennootschap onder firma De Frije Frosk. Bij de oprichting is Brijder benoemd als directeur. Boekhoff bekleedde de functie van commissaris.
Op de algemene vergadering van aandeelhouders van 10 februari 1985 is aan Brijder eervol ontslag verleend als directeur. Bij diezelfde gelegenheid is hij benoemd tot commissaris. Tevens werd Damstra met ingang van 1 februari 1985 benoemd als enig directeur. Op 7 november 1986 is Brijder afgetreden als commissaris. 
Op 9 juli 1987 is Bodam in staat van faillissement verklaard. Vast staat dat het bestuur zijn taak onbehoorlijk heeft vervuld door niet te voldoen aan de administratieplicht en de verplichting tot het openbaar maken van de jaarrekening. Op grond van de wet (artikel 248, tweede lid, van Boek 2 van het Burgerlijk Wetboek) wordt vermoed dat dit een belangrijke oorzaak is geweest van het faillissement. Dit is een voorwaarde voor hoofdelijke aansprakelijkheid van bestuurders jegens de boedel (art. 2:248 lid 1 BW), en deze bepaling is van overeenkomstige toepassing op de taakvervulling door de raad van commissarissen (artikel 2:259 BW). De curator stelt, voor zover in cassatie nog van belang, Brijder als bestuurder en als commissaris, en Boekhoff als commissaris aansprakelijk voor de ontstane boedelschuld.
De rechtbank te Leeuwarden heeft geoordeeld dat Brijder als bestuurder en als commissaris aansprakelijk is jegens de boedel. Ten aanzien van Boekhoff heeft zij geoordeeld dat hij moet worden gezien als feitelijk beleidsbepaler in de zin van artikel 2:248, zevende lid, van het Burgerlijk Wetboek en dat hij als zodanig eveneens aansprakelijk is jegens de boedel. In hoger beroep heeft het Gerechtshof Leeuwarden evenwel geoordeeld dat Brijder en Broekhoff niet aansprakelijk zijn en heeft het de vorderingen van de curator afgewezen. Tegen deze uitspraak heeft de curator beroep in cassatie ingesteld bij de Hoge Raad.

## Beoordeling door de Hoge Raad

### Brijder als bestuurder
Ten aanzien van de aansprakelijkheid van Brijder als bestuurder verweert Brijder zich met de stelling dat hij slechts in de periode van 16 januari 1985 tot 10 februari 1985 bestuurder is geweest. De curator werpt tegen dat Brijders ontslag pas op 22 januari 1987 in het handelsregister is ingeschreven. De Handelsregisterwet (art. 31 (oud), thans art. 25) bepaalt in het kort dat op een feit dat door inschrijving moet worden bekendgemaakt, jegens derden die daarvan onkundig waren geen beroep kan worden gedaan zolang de inschrijving niet heeft plaatsgevonden. Bijgevolg moet Brijder volgens de curator worden geacht bestuurder te zijn geweest van 16 januari 1985 tot 22 januari 1987.
De Hoge Raad verwerpt deze benadering. Hij oordeelt dat de curator geen derde is die door art. 31 (oud) Hrw wordt beschermd, omdat zijn vordering berust op de wet en niet voortvloeit uit "een rechtsbetrekking op het aangaan waarvan het ontbreken van een juiste en volledige inschrijving in het handelsregister van hetgeen daarin wettelijk ingeschreven moet worden, in het algemeen van invloed kan zijn". De Hoge Raad bevestigt daarmee zijn arrest-Kleiberda uit 1952 (HR 18 juni 1952, ECLI:NL:HR:1952:AG1995, NJ 1953/530). Bijgevolg moet Brijder worden geacht slechts bestuurder te zijn geweest in de periode van 16 januari 1985 tot 10 februari 1985.
Het oordeel van het gerechtshof dat Brijder, gelet op de korte periode waarin hij als bestuurder is opgetreden, als bestuurder niet aansprakelijk is wegens het niet-naleven van de administratieplicht geeft volgens de Hoge Raad niet blijk van een onjuiste rechtsopvatting en is overigens zozeer verweven met waarderingen van feitelijke aard dat het in cassatie niet op juistheid kan worden getoetst.

### Brijder en Boekhoff als commissaris
Ten aanzien van de aansprakelijkheid van Brijder als commissaris stelt de Hoge Raad voorop dat commissarissen niet zelf gehouden zijn de in artikel 2:248 lid 2 BW bedoelde verplichtingen na te leven. Wel is het hun taak toezicht te houden op de nakoming door het bestuur van die verplichtingen. "Daartoe zullen zij zich door het bestuur moeten laten inlichten en het bestuur met betrekking tot de nakoming van deze verplichtingen moeten adviseren, en zo nodig moeten ingrijpen, bijvoorbeeld door een bestuurder te schorsen of zijn ontslag te bevorderen." Toezicht houden vereist dus een actieve opstelling van de commissarissen.
Het hof heeft overwogen dat de curator geen feiten en omstandigheden heeft aangevoerd waaruit kan volgen dat Brijder zijn toezichthoudende taak als commissaris heeft verwaarloosd. De Hoge Raad oordeelt dat het hof aldus heeft miskend "dat het weliswaar aan de curator is om te stellen en te bewijzen dat een commissaris zijn toezichthoudende taak onbehoorlijk heeft vervuld, maar dat indien (...) het bestuur niet aan zijn verplichtingen tot boekhouden en openbaar maken van de jaarrekening heeft voldaan, van de commissaris mag worden verlangd dat hij voldoende feitelijke gegevens verstrekt ter motivering van zijn betwisting van de stellingen van de curator, teneinde deze aanknopingspunten voor eventuele bewijslevering te verschaffen". Volgens de Hoge Raad had Brijder moeten aangeven "welke initiatieven hij heeft ontwikkeld om aan zijn toezichthoudende taak als commissaris inhoud te geven", gelet in het bijzonder op het feit dat hij was belast met het toezicht op de financiële administratie en hem signalen hadden bereikt dat Damstra in de nakoming van zijn verplichtingen tekortschoot. Aldus geeft de Hoge Raad een bijzondere regel voor de verdeling van de stelplicht en bewijslast.
Ten aanzien van Boekhoff komt de Hoge Raad tot hetzelfde oordeel.

### Slotsom
De Hoge Raad vernietigt het arrest van het Gerechtshof Leeuwarden van 21 december 1994 en verwijst het geding ter verdere behandeling en beslissing naar het Gerechtshof Arnhem.

## Vervolg
Op 2 december 1997 wees het Gerechtshof Arnhem tussenarrest in de zaak na verwijzing. Daarin oordeelde het dat Brijder en Boekhoff in ernstige mate zijn tekortgeschoten in hun toezichthoudende taak, en dat dit kennelijke onbehoorlijk toezicht mede een belangrijke oorzaak is geweest van het faillissement.